# Васкеал
Васкеал (фр. Wasquehal) град је у Француској у региону Нор Па де Кале, у департману Нор.
По подацима из 2011. године број становника у месту је био 19998.

## Демографија
| 1962.  | 1968.  | 1975.  | 1982.  | 1990.  | 2011.  |
| ------ | ------ | ------ | ------ | ------ | ------ |
| 13 634 | 14 274 | 16 391 | 16 275 | 17 986 | 19.998 |